# Bộ Lỗi (耒)
Bộ Lỗi, bộ thứ 127 có nghĩa là "cái cày" là 1 trong 29 bộ có 6 nét trong số 214 bộ thủ Khang Hy.
Trong Từ điển Khang Hy có 84 chữ (trong số hơn 40.000) được tìm thấy chứa bộ này.

## Tự hình Bộ Lỗi (耒)

Kim văn
Đại triện
Tiểu triện

## Chữ thuộc Bộ Lỗi (耒)
| Số nét bổ sung | Chữ                                     |
| -------------- | --------------------------------------- |
| 0              | 耒/lỗi/                                 |
| 2              | 耓                                      |
| 3              | 耔/tỳ/                                  |
| 4              | 耕/canh/ 耖/sao/ 耗/hao/ 耘/vân/ 耙/ba/ |
| 5              | 耚 耛 耜 耝 耞 耟                       |
| 6              | 耠/hoát/                                |
| 7              | 耡/sừ/ 耢/lạo/                          |
| 8              | 耣 耤/tá/ 耥/thảng/                     |
| 9              | 耦/ngẫu/ 耧/lâu/                        |
| 10             | 耨/nậu/ 耩/giảng/ 耪/bảng/              |
| 11             | 耫 耬/lâu/                              |
| 12             | 耭 耮/lạo/                              |
| 14             | 耯/hoạch/                               |
| 15             | 耰/ưu/                                  |
| 16             | 耱 耲/hoài/                             |